# André Charlin
André Charlin var en fransk ljudtekniker som levde mellan 1903 och 1983, är en av 1900-talets stora profiler inom ljudtekniken, med drygt 200 patent rörande ljudåtergivning, inspelning och filmljud – varav de mest kända är hans konsthuvud för inspelning och det så kallade "malteserkorset" för att synkronisera bild och ljud i ljudfilmens barndom. Han byggde vidare på A. D. Blumleins arbeten från tidigt 1900-tal.
Charlins konsthuvud är en inspelningsanordning för att återskapa en inspelningssituations alla parametrar på ett naturtroget sätt. Själva huvudet byggde han i gips med absorbenter som imiterade huvudets och öronens sätt att hantera riktningsinformation och med två kardioidmikrofoner (oftast Neumann) på öronens plats. Resultatet spelades in på en tvåspårs rörbestyckad bandspelare (ReVox G36). Metoden har senare använts av bland annat Jecklin och Sennheiser.
Han använde sig aldrig av någon teknisk efterbehandling eller manipulation av det inspelade ljudet. Charlin använde inte tekniken för att påverka ljudet utan endast som ett hjälpmedel för själva registreringen.
En av Charlins medarbetare berättar från en inspelning som gjordes parallellt av Charlin och Philips i Notre Dame i Paris: ”Philips ingenjörer arbetade med 32 kanaler och placerade ut mikrofoner precis överallt. Charlin gick runt och klappade i händerna och lyssnade till efterklangen i kyrkan. När han var klar placerade han ut sitt konsthuvud på den plats han funnit akustiskt riktig. Denna placering medförde oftast en hel del akrobatiska konster då den kunde vara belägen precis var som helst i kyrkorummet och ofta ganska högt upp i luften. Vid uppspelningen av resultaten föredrog samtliga medverkande Charlins inspelning framför Philips.”
Sedan ett par decennier[när?] pågår en återutgivning av Charlins inspelningar – först på LP, sedan på CD. Hittills har drygt hälften av de ca 130 inspelningarna återfunnits.